# Hospice d'Honfleur
L'hospice d'Honfleur est un édifice situé à Honfleur, dans le département français du Calvados, en France.

## Localisation
Le monument est situé place Jean-de-Vienne à Honfleur ou place de l’Hôpital.

## Historique
L’hôpital est fondé vers 1550.
La chapelle est datée de 1580.
Il y a de profonds travaux dans l'édifice au XVIIIe siècle du fait du mauvais état de l'édifice.
La chapelle et les façades et les toitures de l'aile du XVIIe siècle sont inscrits au titre des Monuments historiques depuis le 7 avril 1975.
La chapelle est confiée à une association depuis 2004.

## Architecture
La chapelle est bâtie en silex et pierre blanche.
Elle comporte une large nef et un chevet plat, et des fenêtres du XVIe siècle.
La chapelle conserve un orgue ancien.